# 7-9-13 (film)
 For alternative betydninger, se 7-9-13. (Se også artikler, som begynder med 7-9-13)
7-9-13 er en dansk film fra 1934 instrueret af A.W. Sandberg.

## Handling
Peter Flint føler sig som en fiasko og beslutter sig for at tage sit eget liv, midt i hans selvmordsforsøg støder han på to forretningsmænd, Ludvigsen og Schmidt som desperat mangler penge, og de tre indgår en aftale, Peter kan et år leve et liv i sus og dus med alt betalt af de to herrer, men han skal dog tegne en livsforsikring på 1 million kr. og næste år, begå selvmord, så kan Ludvigsen og Schmidt få hans livsforsikring udbetalt.

## Medvirkende
- Eyvind Johan-Svendsen som Peter Flint
- Solveig Oderwald-Lander som Molly Werner
- Svend Bille som Forretningsmand
- Frederik Jensen som Forretningsmand
- Mathilde Nielsen som Marie
- Asbjørn Andersen som Teatergæst
- Leo Mathisen som Pianist
- John Price som Klaversælger
- Ejner Federspiel som Dommer
- Carl Fischer som Politibetjent
- Anna Andersen
- Elga Olga Svendsen
- Holger-Madsen